# 넥스트클라우드
넥스트클라우드(Nextcloud)는 파일 호스팅 서비스를 개발하고 사용하기 위한 클라이언트-서버 소프트웨어이다. 기업에서 사용할 수 있는 종합적인 지원 옵션을 제공한다. 자유-오픈 소스 소프트웨어이며 누구든지 자신들만의 사설 서버 장치를 설치하고 운용할 수 있다.
넥스트클라우드는 연동되는 오피스 스위트 솔루션 콜라보라 온라인이나 온리오피스와 함께 사용하는 경우 기능적으로 드롭박스, 마이크로소프트 365, 구글 드라이브와 유사하다. 클라우드나 온프레미스에서 호스팅이 가능하다. 저예산 라즈베리 파이에 기반한 홈 오피스 솔루션에서 수백만 사용자를 지원하는 풀 사이즈 데이터 센터로 확장이 가능하다.
오리지널 온클라우드(ownCloud) 개발자 프랭크 칼리체크는 온클라우드를 포크한 다음 넥스트클라우드를 개발했으며 칼리체크와 다른 오리지널 온클라우드 팀 구성원들에 의해 활발히 개발을 계속해나가고 있다.